# Jean-Kévin Augustin
Jean-Kévin Augustin (Parijs, 16 juni 1997) is een Frans voetballer die doorgaans als aanvaller speelt. Hij tekende in juli 2017 een contract tot medio 2022 bij RB Leipzig, dat circa €13.000.000,- voor hem betaalde aan Paris Saint-Germain.

## Clubcarrière
Augustin stroomde in 2014 door vanuit de jeugd van Paris Saint-Germain. Hier maakte hij op 8 april 2015 zijn debuut in het eerste elftal, in een wedstrijd in het toernooi om de Coupe de France tegen AS Saint-Étienne. Hij viel die dag in de 88e minuut bij een 3-1-voorsprong in voor Javier Pastore. Drie minuten later assisteerde hij Zlatan Ibrahimovic voor de 4-1.
Augustin debuteerde op 7 augustus 2015 voor Paris Saint-Germain in de Ligue 1, uit bij OSC Lille. Hij kwam in minuut 88 binnen de lijnen als vervanger van Lucas Moura. Negen dagen later kreeg hij in een wedstrijd tegen het dan net gepromoveerde Gazélec Ajaccio voor het eerst een basisplaats bij de club uit de Franse hoofdstad en deed hij 69 minuten mee.

## Clubstatistieken
| Seizoen     | Club                | Competitie   | Competitie | Competitie | Beker | Beker | Internationaal | Internationaal | Totaal | Totaal |
| Seizoen     | Club                | Competitie   | Wed.       | Dlp.       | Wed.  | Dlp.  | Wed.           | Dlp.           | Wed.   | Dlp.   |
| ----------- | ------------------- | ------------ | ---------- | ---------- | ----- | ----- | -------------- | -------------- | ------ | ------ |
| 2014/15     | Paris Saint-Germain | Ligue 1      | 0          | 0          | 1     | 0     | 0              | 0              | 1      | 0      |
| 2015/16     | Paris Saint-Germain | Ligue 1      | 13         | 1          | 2     | 0     | 1              | 0              | 16     | 1      |
| 2016/17     | Paris Saint-Germain | Ligue 1      | 10         | 1          | 2     | 0     | 1              | 0              | 13     | 1      |
| Club totaal | Club totaal         | Club totaal  | 23         | 2          | 5     | 0     | 2              | 0              | 30     | 2      |
| 2017/18     | RB Leipzig          | Bundesliga   | 25         | 9          | 1     | 0     | 11             | 3              | 37     | 12     |
| 2018/19     | RB Leipzig          | Bundesliga   | 17         | 3          | 2     | 1     | 11             | 4              | 30     | 8      |
| Club totaal | Club totaal         | Club totaal  | 42         | 12         | 3     | 1     | 22             | 7              | 67     | 20     |
| 2019/20     | → AS Monaco         | Ligue 1      | 10         | 0          | 3     | 1     | –              | –              | 13     | 1      |
| Club totaal | Club totaal         | Club totaal  | 10         | 0          | 3     | 1     | 0              | 0              | 13     | 1      |
| 2019/20     | → Leeds United      | Championship | 0          | 0          | 0     | 0     | –              | –              | 0      | 0      |
| Club totaal | Club totaal         | Club totaal  | 0          | 0          | 0     | 0     | 0              | 0              | 0      | 0      |

Bijgewerkt t/m 27 januari 2020

## Erelijst
| Coupe de France       | 1x | 2014/15, 2015/16 |
| Coupe de la Ligue     | 1x | 2015/16          |
| Trophée des Champions | 1x | 2015             |

1 Meslier ·
2 Bogle ·
3 Firpo ·
4 Ampadu  ·
5 Struijk ·
6 Rodon ·
7 James ·
8 Rothwell ·
9 Bamford ·
10 Piroe ·
11 Aaronson ·
14 Solomon ·
17 Ramazani ·
19 Joseph ·
21 Cairns ·
22 Tanaka ·
23 Guilavogui ·
25 Byram ·
26 Darlow ·
29 Gnonto ·
30 Gelhardt ·
33 Schmidt ·
37 Debayo ·
39 Wöber ·
42 Chambers ·
44 Groejev ·
50 Crew ·
Coach: Farke